# 미나미 유조
미나미 유조(일본어: 南 祐三, 1983년 11월 17일 ~ )는 일본의 전 축구 선수이다.

## 구단 경력
과거 우라와 레즈, 에히메 FC, V-파렌 나가사키에서 활동하였다.